# Porterandia grandifolia
Porterandia grandifolia är en måreväxtart som beskrevs av Henry Nicholas Ridley. Porterandia grandifolia ingår i släktet Porterandia och familjen måreväxter. Inga underarter finns listade i Catalogue of Life.